# Pilea dictyocarpa
Pilea dictyocarpa es una especie de planta del género Pilea, perteneciente a la familia Urticaceae.

## Taxonomía
Pilea dictyocarpa fue descrita por Ignatz Urban en 1913.

## Distribución
Se encuentra en el territorio de República Dominicana.